# کرست دیل کوت
کرست دیل کوت (به لاتین: Crest dil Cut) یک کوه در سوئیس است که در کانتون گراوبوندن واقع شده‌است. کرست دیل کوت ۲٬۰۱۶ متر بالاتر از سطح دریا واقع شده‌است.